# Hołdunów
Hołdunów (niem. Anhalt) – część Lędzin położona na północnym wschodzie miasta.

## Historia

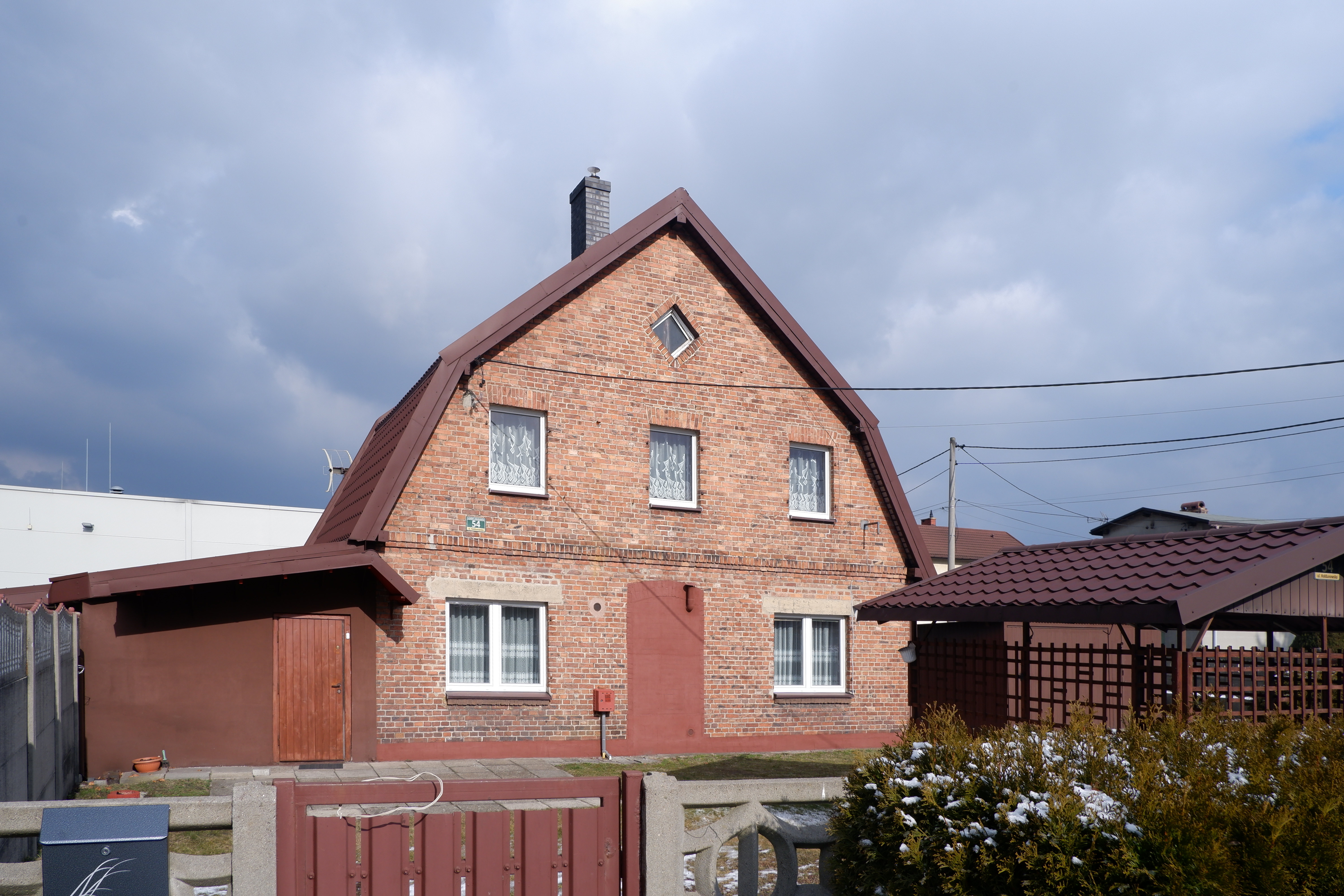
Dom przy skwerze Johanna i Friedricha Schleiermacherów

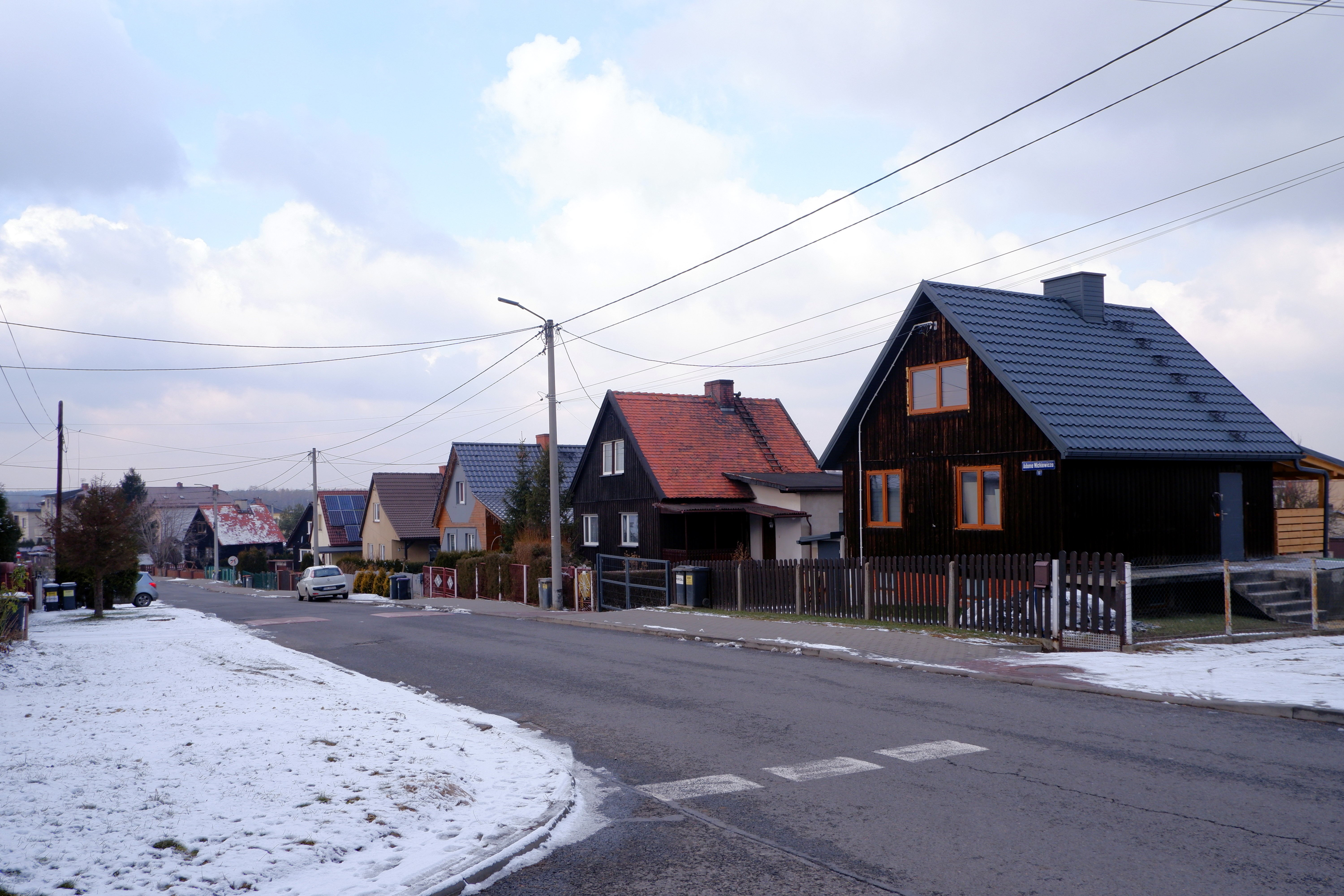
Domki fińskie

Hołdunów został założony w 1770 przez około 300 kalwinów, byłych mieszkańców wsi Kozy, którzy będąc represjonowani i prześladowani z powodów religijnych w państwie polskim przenieśli się na pruski Śląsk, w rejon lędzińskiego folwarku Kiełpowy. Założoną tam przez nich wieś nazwano Anhalt na cześć właściciela tych ziem księcia Fryderyka Erdmanna z dynastii Anhalt-Köthenów (bocznej linii rodu książąt Anhaltu).   
I połowa XIX wieku była okresem największego rozwoju gospodarki wydobywczej węgla kamiennego w rejencji opolskiej. W 1842 zarządca kopalni węgla kamiennego w Pszczynie nadsztygar Brucker znalazł na terenie między wsią Lędziny a kolonią Anhalt pokład węgla grubości 3 metrów. W 1843 na tych terenach powstała kopalnia Heinrichsfreude (pol. tłum. „Radość Henryka”), na cześć panującego wówczas w Pszczynie Jana Henryka X.
20 sierpnia 1920 w czasie II powstania śląskiego część wsi została spalona przez polskich powstańców w trakcie walk w bliżej niewyjaśnionych okolicznościach. Według polskich źródeł, w tym książki Jana Ludygi-Laskowskiego, wydanej w 1925 i wznowionej w 1973, w Hołdunowie doszło do bitwy powstańców śląskich ze znajdującymi się w tej wsi zorganizowanymi i uzbrojonymi Niemcami, a według niemieckich źródeł powstańcy napadli na bezbronną i niestawiającą oporu wieś, po czym w akcie zemsty ją spalili. Również Marek Czapliński, który powołuje się na niemieckie źródło, podaje, że wieś spalono w akcie zemsty, ponieważ była w dużej mierze zamieszkała przez Niemców. Wkrótce po spaleniu wsi (polscy powstańcy spalili 16 gospodarstw) odwiedził ją Wojciech Korfanty, który przeprosił za jej spalenie i obiecał pomoc finansową na jej odbudowę.
W 1921 podczas plebiscytu we wsi oddano 294 głosy za Niemcami i 76 za Polską.
W okresie międzywojennym była to jedna z jedynie 4 gmin w "pruskiej" części województwa śląskiego, gdzie protestanci stanowili większość mieszkańców (70,6% w 1933).
Po II wojnie światowej w powiecie pszczyńskim została utworzona gmina zbiorowa Lędziny, z siedzibą urzędu w Lędzinach, w której skład weszły jako gromady: Lędziny, Hołdunów i Smardzowice. W 1951 zlikwidowano gminę Lędziny, a utworzono gminę Hołdunów z siedzibą w Lędzinach. W latach 1954–1955 wieś należała i była siedzibą władz gromady Hołdunów. 1 stycznia 1956 Hołdunów i Lędziny zostały przekształcone w oddzielne osiedla, które połączyły się w jedno osiedle 15 września 1961. W 1966 Lędziny otrzymały prawa miejskie (wówczas Hołdunów stał się częścią miasta), a w latach 1975–1991 wchodziły w skład miasta Tychy. Dnia 2 kwietnia 1991 Lędziny odzyskały prawa miejskie, wtedy Hołdunów  stał się ponownie częścią usamodzielnionych Lędzin.

## Charakterystyka dzielnicy
W Hołdunowie występuje mieszana zabudowa: oprócz niskich bloków (do czterech pięter) oraz domów jedno- i wielorodzinnych występuje tu unikatowa zabudowa domów jednorodzinnych tzw. „domków fińskich”. Przez Hołdunów przebiega szlak Hołdunowski: wiodący od strony Ławek (dzielnica Mysłowic) przez Hołdunów w kierunku Imielina.

## Wspólnoty wyznaniowe

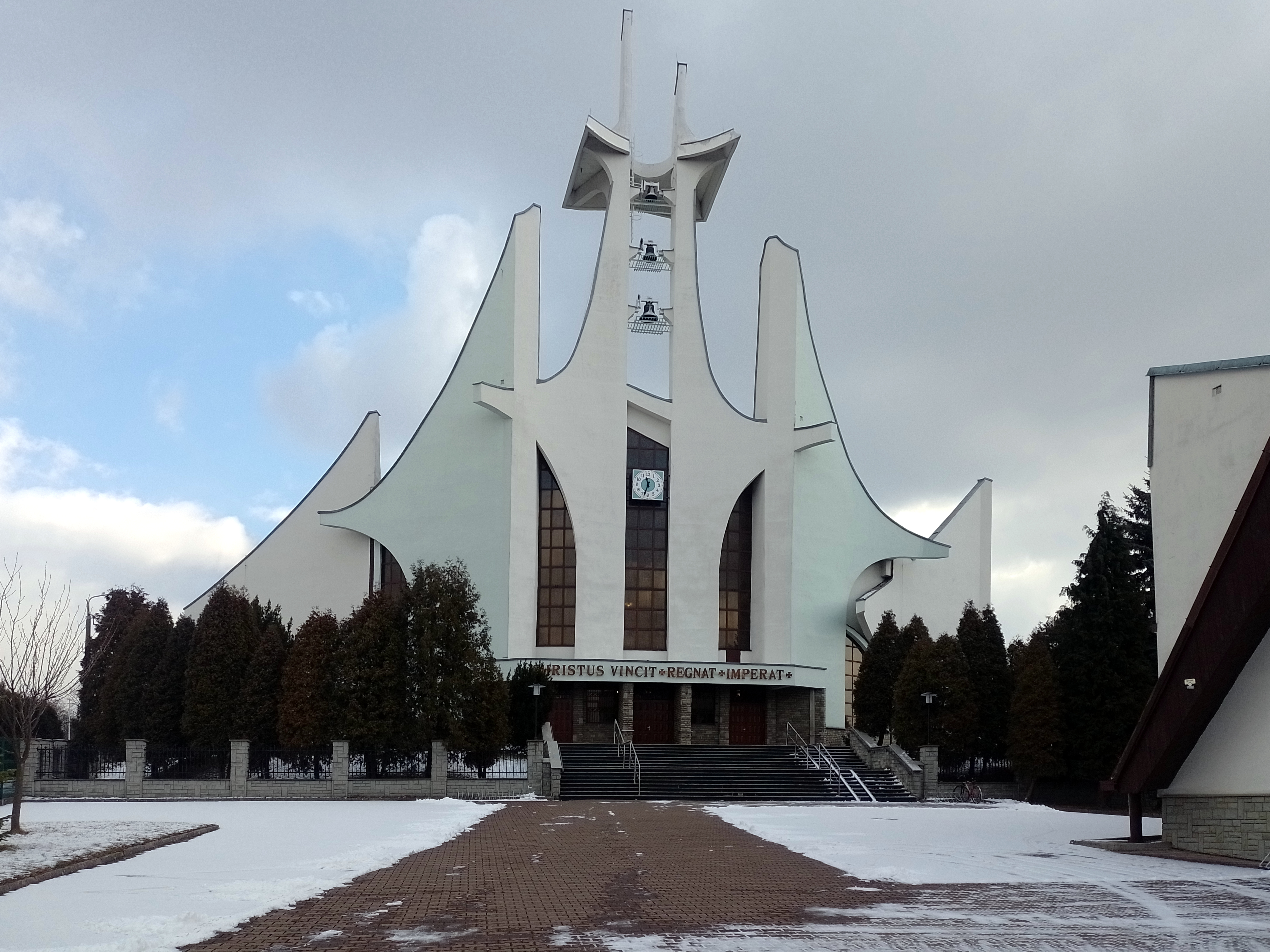
Kościół rzymskokatolicki Chrystusa Króla

Swoją siedzibę ma tutaj ewangelicko-augsburska parafia pw. Świętej Trójcy, rzymskokatolicka parafia pw. Chrystusa Króla oraz zbór Świadków Jehowy Lędziny-Hołdunów.